# Robert Puiseux
Pour les articles homonymes, voir Puiseux.
 (décembre 2024).
La mise en forme du texte ne suit pas les recommandations de Wikipédia : il faut le « wikifier ».
Les points d'amélioration suivants sont les cas les plus fréquents. Le détail des points à revoir est peut-être précisé sur la page de discussion.
- Les titres sont pré-formatés par le logiciel. Ils ne sont ni en capitales, ni en gras.
- Le texte ne doit pas être écrit en capitales (les noms de famille non plus), ni en gras, ni en italique, ni en « petit »…
- Le gras n'est utilisé que pour surligner le titre de l'article dans l'introduction, une seule fois.
- L'italique est rarement utilisé : mots en langue étrangère, titres d'œuvres, noms de bateaux, etc.
- Les citations ne sont pas en italique mais en corps de texte normal. Elles sont entourées par des guillemets français : « et ».
- Les listes à puces sont à éviter, des paragraphes rédigés étant largement préférés. Les tableaux sont à réserver à la présentation de données structurées (résultats, etc.).
- Les appels de note de bas de page (petits chiffres en exposant, introduits par l'outil «  Source ») sont à placer entre la fin de phrase et le point final[comme ça].
- Les liens internes (vers d'autres articles de Wikipédia) sont à choisir avec parcimonie. Créez des liens vers des articles approfondissant le sujet. Les termes génériques sans rapport avec le sujet sont à éviter, ainsi que les répétitions de liens vers un même terme.
- Les liens externes sont à placer uniquement dans une section « Liens externes », à la fin de l'article. Ces liens sont à choisir avec parcimonie suivant les règles définies. Si un lien sert de source à l'article, son insertion dans le texte est à faire par les notes de bas de page.
- La présentation des références doit suivre les conventions bibliographiques. Il est recommandé d'utiliser les modèles {{Ouvrage}}, {{Chapitre}}, {{Article}}, {{Lien web}} et/ou {{Bibliographie}}. Le mode d'édition visuel peut mettre en forme automatiquement les références.
- Insérer une infobox (cadre d'informations à droite) n'est pas obligatoire pour parachever la mise en page.

Pour une aide détaillée, merci de consulter Aide:Wikification.
Si vous pensez que ces points ont été résolus, vous pouvez retirer ce bandeau et améliorer la mise en forme d'un autre article.
André Jean Joseph Robert Puiseux, né le 1er mars 1892 à Paris 5e et décédé le 23 février 1991 à Clermont-Ferrand, est le gendre d'Édouard Michelin (1859-1940), cofondateur du groupe éponyme.

## Biographie
Robert Puiseux est le fils de Pierre Puiseux (1855-1928), astronome français, et de Béatrice Bouvet (1861-1958). Il est en outre le petit-fils de Victor Puiseux (1820-1883), mathématicien et astronome français.
Il prépare Polytechnique mais ses études sont interrompues par le déclenchement de la Grande Guerre.
Robert Puiseux épouse en 1921 Anne Michelin (1901-1991) fille d'Édouard Michelin (1859-1940), à qui il succèdera à la tête de son entreprise après la mort de ses deux fils.

## Carrière
Robert Puiseux est d'abord chargé de la recherche technique au sein de la société Michelin & Cie, puis devient cogérant avec Pierre-Jules Boulanger (1885-1950, accidentellement). Il succède à ce dernier à la présidence de la société Citroën tout en conservant la direction de Michelin (1950-1959) avec Émile Durin comme cogérant (1951-1962). 
Ce dirigeant joue un rôle prépondérant dans le développement de Michelin dans les années 1940 et 1950.
Notamment, alors qu’il est aussi PDG de Citroën, il a met en production la DS19, la première voiture à suspension hydropneumatique.

## Biographie[5]
Acteur essentiel dans l’histoire de Michelin, même si son nom demeure méconnu, cet industriel français a dirigé le groupe et pris des décisions stratégiques majeures, qui ont permis à l'entreprise de faire perdurer le succès mondial que nous lui connaissons.
Par son ascendance, il semble destiné à une carrière scientifique. En effet, son père Pierre Henri est astronome, maître de conférence à la Sorbonne. Un cratère lunaire porte son nom.
Son grand-père Victor-Alexandre est mathématicien et astronome.
Alors que Robert Puiseux prépare Polytechnique, ses études sont interrompues par la Grande Guerre où il sert comme lieutenant dans l’artillerie et l’aviation.
Il entre « à l’Usine » en 1919 où il travaille dans divers secteurs : méthode, commerce, embauche, qualité, recherches, essais. Il acquiert ainsi une connaissance approfondie de l’entreprise Michelin.
À la fin des années 1930, il participe à la mise au point du pneu « Metalic ».
Il se marie en 1921 avec Anne, fille d’Edouard Michelin. En 1938, Robert se voit désigner par son beau-père, pour maintenir le cap de l’entreprise après le décès de son fils Pierre Michelin.
Et quand « le patron » Edouard meurt en 1940, c’est Robert qui assure la direction de l’entreprise avec Pierre Boulanger.
Pendant l’Occupation, il fait preuve d’un courage exemplaire sans jamais céder aux pressions de l’Occupant qui le somme de collaborer.
En visionnaire inspiré, il maintient la recherche au plus haut niveau et c’est ainsi qu’études et essais conduisent à mettre au point le pneu X. Il perçoit tout l’intérêt de ce pneu pour l’automobiliste et pour l’avenir de la Maison.
« À deux, on travaille ; à trois, on bavarde ; et à six, on fait de la politique… »
Ainsi parle Robert Puiseux, dans le droit fil de l’esprit Michelin.
Puis, il sait prendre les décisions pour préparer la révolution industrielle que représente le pneu radial. Ainsi dès le début des années 1950, il cesse d’investir sur le pneu traditionnel pour installer les équipements nécessaires à ce nouveau pneu.
Parallèlement, il demeure fidèle aux principes d’Édouard Michelin : observer les faits et toujours progresser, tout en veillant à la rigueur, la lutte contre le gaspillage et le respect de la confidentialité.
Malgré une apparente froideur, on reconnaît à Robert Puiseux, de la sensibilité et de la délicatesse ; simple et discret, il se fait respectueux des hommes, tout en conservant rigueur et détermination hors du commun.
À partir de 1950, il cumule les fonctions de gérant de Michelin avec celle de président-directeur général de Citroën, après le décès accidentel de Robert Boulanger.
C’est pendant cette période, qu’il décide de lancer la révolutionnaire DS, première voiture de grande série à suspension hydropneumatique.
En 1959, Robert Puiseux accueille Charles de Gaulle, président de la République Française en visite à l’usine Michelin de Clermont.

C'est Fançois Michelin, petit-fils d'Edouard Michelin, qui reprendra, d'abord avec Robert Puiseux, puis seul, la direction du groupe.

« Vos gérants, pouvaient-ils lire, ont estimé que M. Edouard Michelin, qui joue un rôle majeur dans la stratégie et dans la gestion opérationnelle du groupe, devra désormais être la voix officielle de votre société et assumer la responsabilité de patron de Michelin à partir des prochaines assemblées. » Le style est inimitable. Du pur Michelin. Sur le fond et dans la forme. La forme d'abord. Dans quelle multinationale, en ces temps de fascination pour le politiquement correct, oserait-on encore coller l'étiquette un brin désuète de « patron » au premier dirigeant d'un groupe employant 127.000 salariés ? Le fond ensuite : dans quelle autre entreprise cotée de cette taille _ 81,9 milliards de francs de chiffre d'affaires en 1998, soit 12,5 milliards d'euros _ le patron, donc, est-il désigné par un comité de trois personnes seulement, dont il fait d'ailleurs lui-même partie ? Nulle part ailleurs : cela se passe chez Michelin, l'empire du pneu, ses traditions, sa capitale _ Clermont-Ferrand, perle de l'Auvergne _, ses secrets et sa dynastie. ( Cf https://www.lesechos.fr/1999/06/michelin-la-roue-tourne-1048814)
Robert Puiseux meurt en 1991 à l'âge de 98 ans, à Clermont-Ferrand, quelques mois avant son épouse, Anne Michelin.
Croix de guerre 1914-1918.
Chevalier de la Légion d'honneur comme lieutenant d'artillerie en 14/18 au 6ème régiment d'artillerie de campagne puis officier de la Légion d'honneur comme vice-président de la Chambre de commerce de Clermont-Ferrand et Commandeur de l'Economie nationale.